# Lia Apostolovski
Lia Apostolovski (ur. 23 czerwca 2000 w Lublanie) – słoweńska lekkoatletka specjalizująca się w skoku wzwyż. Zdobyła brązowy medal na halowych mistrzostwach świata w lekkoatletyce 2024 z wynikiem 1,95 m. Pięciokrotna mistrzyni Słowenii w skoku wzwyż (w latach 2020–2024).

## Kariera
W 2021 roku zdobyła brązowy medal na młodzieżowych mistrzostwach Europy w lekkoatletyce w Tallinnie.
W 2022 na mistrzostwach Europy w lekkoatletyce w Monachium dotarła do finału, w którym zajęła 7. miejsce z wynikiem 1,90 m.
5 sierpnia 2023 roku ustanowiła wynikiem 1,95 m rekord życiowy (który później dwukrotnie wyrównała). W tym samym miesiącu zajęła 9. miejsce na mistrzostwach świata w lekkoatletyce w Budapeszcie z wynikiem 1,90 m.
13 lutego 2024 roku wyrównała swój rekord życiowy na zawodach w Bańskiej Bystrzycy. 1 marca tego roku zdobyła brązowy medal na halowych mistrzostwa świata w Lekkoatletyce w Glasgow, ponownie wyrównując rekord życiowy.
Na mistrzostwach Europy w lekkoatletyce w Rzymie zajęła 9. miejsce z wynikiem 1,90 m.

## Życie prywatne
Jej ojciec, Sašo Apostolovski, jest byłym rekordzistą Słowenii w skoku wzwyż. Jej trenerem jest aktualny rekordzista Słowenii w skoku wzwyż, Rožle Prezelj.